# Uraecium cydistae
Uraecium cydistae är en svampart som beskrevs av Cummins 1940. Uraecium cydistae ingår i släktet Uraecium, ordningen Pucciniales, klassen Pucciniomycetes, divisionen basidiesvampar och riket svampar.   Inga underarter finns listade i Catalogue of Life.